# Edvard af Forselles
Edvard Gustaf af Forselles, född 1 juni 1817 i Elimä, död 2 februari 1891 i Helsingfors, var en finländsk friherre, militär och ämbetsman. Han var sonson till Jacob af Forselles, bror till Alexander af Forselles och farbror till Jenny af Forselles.
Forselles fick sin militära utbildning vid Finska kadettkåren samt deltog med utmärkelse i fälttåget mot bergsborna i Kaukasien 1845. Efter någon tids tjänstgöring i Sankt Petersburg blev han direktor för Finska kadettkåren och befordrades 1867 till generallöjtnant. af Forselles blev 1871 ledamot av senatens ekonomiedepartement och 1885 adjoint hos generalguvernören över Finland.